# Emmaus (organisatie)
Emmaus is een internationale beweging die bestaat uit woonwerkgemeenschappen die in hun onderhoud voorzien door kringloopbedrijven op te zetten en hierin te werken. Met de opbrengst van deze bedrijven worden ook vluchtelingen, armen en daklozen geholpen. Tevens wil Emmaus met deze werkzaamheden het milieu te baat zijn. Naast woonwerkgemeenschappen zijn er vrijwilligersgroepen actief. Ook deze werken in kringloopbedrijven. 
Emmaus is in 1949 opgericht door Abbé Pierre. Het motto waaronder de Emmaus-gemeenschappen leven is: ... samen wonen, samen werken, samen delen... Er zijn Emmaus-woonwerkgemeenschappen in 37 landen, verdeeld over vier continenten (Afrika, Azië, Amerika en Europa). Emmaus verdient haar eigen geld en beslist op basis van haar eigen afwegingen. Zij leven nadrukkelijk niet van subsidies en kunnen daardoor hun eigen koers bepalen. Ondanks de religieuze naam is Emmaus zeer bewust niet gebonden aan een levensovertuiging of religie.

## Nederland
In Nederland zijn er negen woonwerkgemeenschappen; De Bilt, Den Haag, Eindhoven, Haarzuilens, Haren, Langeweg, Tegelen, Utrecht en Swalmen (Roermond). Daarnaast zijn er dertien vrijwilligersgroepen actief. Sommige hiervan maken huishoudelijke apparatuur en ziekenhuisapparatuur gereed voor verzending naar ontwikkelingslanden.

## België
In België zijn Emmausgroepen te vinden in Lodelinsart, Marchienne-au-Pont, Brussel, Péruwelz, Rummen en Vilvoorde.

## Internationaal
Emmaus kent internationaal 370 communauteiten in 37 landen. Deze communauteiten zijn verdeeld over vier continenten: Europa, Amerika, Afrika en Azië. Op internationaal niveau worden verschillende thema's aan de kaak gesteld: Het recht op drinkwater,
gezondheid en onderwijs, ethische financiering, internationale migratie en mensenhandel.
Het hoofdkantoor van Emmaus International is gevestigd in Montreuil, nabij Parijs.